# Breckinridge (Familienname)
Breckinridge ist ein englischer Familienname.

## Namensträger
- Bunny Breckinridge (John Cabell Breckinridge; 1903–1996), US-amerikanischer Schauspieler
- Clifton R. Breckinridge (1846–1932), US-amerikanischer Politiker
- Henry Breckinridge (1886–1960), US-amerikanischer Jurist, Fechter und Politiker
- James Breckinridge (1763–1833), US-amerikanischer Politiker (Virginia)
- James D. Breckinridge (1781–1849), US-amerikanischer Politiker (Kentucky)
- John Breckinridge (Politiker, 1760) (1760–1806), US-amerikanischer Jurist und Politiker
- John B. Breckinridge (1913–1979), US-amerikanischer Politiker
- John C. Breckinridge (1821–1875), US-General und Staatsmann
- John Cabell Breckinridge (1903–1996), US-amerikanischer Schauspieler, siehe Bunny Breckinridge
- Madeline McDowell Breckinridge (1872–1920), US-amerikanische Sozialreformerin
- Mary Carson Breckinridge (1881–1965), US-amerikanische Hebamme
- Mary Cyrene Burch Breckinridge (1826–1907), US-amerikanische Second Lady
- Robert Jefferson Breckinridge senior (1800–1871), US-amerikanischer Politiker
- Robert Jefferson Breckinridge junior (1833–1915), US-amerikanischer Jurist, Offizier und Politiker
- Scott Breckinridge (1882–1941), US-amerikanischer Fechter und Gynäkologe
- Sophonisba Breckinridge (1866–1948), US-amerikanische Sozialwissenschaftlerin und Sozialreformerin
- William Campbell Preston Breckinridge (1837–1904), US-amerikanischer Politiker